# Closterocoris
Genre
Closterocoris est un genre d'insectes hémiptères hétéroptères (punaises) de la famille des Miridae, de la sous-famille des Mirinae et de la tribu des Herdoniini. 

## Liste des espèces
Il y a deux espèces décrites dont l'une est connue à l'état de fossile:
- †Closterocoris elegans, trouvée dans les dépôts de la formation de Florissant au Colorado, datant de l'Éocène[2],
- Closterocoris amoenus, espèce actuelle, trouvée le long de la côte Pacifique de la Californie et de la Basse Californie, au Mexique.